# تروسکوفو
تروسکوفو (به بلغاری: Troskovo) روستایی در بلغارستان است که در استان بلاگووگراد واقع شده‌است.